# アベニューQ
アベニュー Q（ - きゅー、Avenue Q）は、2003年3月にオフ・ブロードウェイで初演され、2003年7月ブロードウェイに進出したパペット・ミュージカルである。

## 略歴
- 2003年3月：オフ・ブロードウェイのヴィンヤード・シアターにて初演
- 2003年5月：ルシール・ローテル賞 (Lucille Lortel Awards) 受賞
- 2003年7月：オン・ブロードウェイのゴールデン・シアター進出
- 2004年6月：トニー賞にて最優秀ミュージカル作品賞を含む3部門受賞

## プロット
大学を卒業したものの職にあぶれたプリンストンは、あぶれ者が多く集まるニューヨークのQ番街のアパートに引っ越す。そこには、会社をクビになったきり仕事が見つからないブライアン、その婚約者で、朝鮮料理屋でアルバイトをする日本人のクリスマス・イブ、恋愛にコンプレックスを持つ銀行員のロッドとそのルームメイトのニッキー、幼稚園の教師をめざすモンスターのケイト、同じくモンスターで引きこもり、インターネット中毒のトレッキー、そして昔は有名な子役だったが今は一文無しでアパートの大家で生計を立てるゲイリー・コールマンという、個性的な住人たちが住んでいた。人生の目的を探すプリンストンを取り巻く、若者たちの青春と恋愛模様をコメディータッチで描く。セサミストリートと同じパペットクリエイターがスタッフとして参加したことも話題を呼び、政治や従来の子ども向けミュージカルを皮肉ったような毒のある脚本、パペット同士のベッドシーンなど、その斬新さが評価された。

## オリジナルキャストとスタッフ

### キャスト
- プリンストン／ロッド（二役）： ジョン・タータグリア (John Tartaglia)
- ケイト／ルーシー（二役）： ステファニー・ダブルーツォ (Stephanie D'Abruzzo)
- ブライアン： ジョーダン・ゲルバー (Jordan Gelber)
- クリスマス・イブ： アン・ハラダ (Ann Harada)
- ニッキー／トレッキー（二役）： リック・ライオン (Rick Lyon)
- ゲイリー・コールマン： ナタリー・ヴェネティア・ベルコン (Natalie Venetia Belcon)
- ミセスＴ： ジェニファー・バーンハート（Jennifer Barnhart)

### スタッフ
- 脚本： ジェフ・ウィッティ (Jeff Whitty)
- 作詞作曲： ロバート・ロペス、ジェフ・マークス (Robert Lopez, Jeff Marx)
- 原案： ロバート・ロペス、ジェフ・マークス (Robert Lopez, Jeff Marx)
- パペットデザイン： リック・ライオン (Rick Lyon)
- セットデザイン： アナ・ルイゾス (Anna Louizos)
- 衣装デザイン： ミレナ・ラダ (Mirena Rada)
- 照明デザイン： ハウェル・ビンクリー (Howell Binkley)
- アニメーション： ロバート・ロペス (Robert Lopez)
- 振り付け： ケン・ロバーソン (Ken Roberson)
- 演出： ジェイソン・ムーア (Jason Moore)

## ミュージカル・ナンバー
第一幕
- The Avenue Q Theme
- What Do You Do with a B.A. in English?
- It Sucks To Be Me
- If You Were Gay
- Purpose
- Everyone's a Little Bit Racist
- The Internet Is For Porn
- Mix Tape
- I'm not Wearing Underwear Today
- Special
- You Can Be as Loud as the Hell You Want (When You're Makin' Love)
- Fantasies Come True
- My Girlfriend, Who Lives in Canada
- There's a Fine, Fine Line

第二幕
- There Is Life Outside Your Apartment
- The More You Ruv Someone
- Schadenfreude
- I Wish I Could Go Back to College
- The Money Song
- School for Monsters
- The Money Song Reprise
- There's a Fine, Fine Line Reprise
- What Do You Do with a B.A. in English? Reprise
- For Now